# X Factor (Italien)
Die italienische Version der Castingshow X Factor basiert auf der gleichnamigen britischen Show von Simon Cowell. Mit aktuell 16 Staffeln ist sie nach der Originalversion die langlebigste X-Factor-Ausgabe weltweit. Die ersten vier Staffeln wurden vom öffentlich-rechtlichen Sender Rai 2 gesendet; 2011 übernahm der Pay-TV-Sender Sky Uno die Sendung, nachdem die RAI wegen zu hoher Produktionskosten zurückgetreten war. Sky erwarb zunächst die Rechte für weitere zwei Staffeln, verlängerte den Vertrag dann aber bis 2018.
Für die RAI moderierte Francesco Facchinetti die Show, 2011 trat Alessandro Cattelan an seine Stelle. In Staffel 15 übernahm Ludovico Tersigni die Moderation, ab Staffel 16 die ehemalige Siegerin Francesca Michielin. Seit der siebten Staffel ist allein FremantleMedia Italia für die Produktion zuständig, während zuvor auch das italienische Unternehmen Magnolia beteiligt war. Seit 2015 ist außerdem MTV Italia mit mehreren Specials an der Ausstrahlung beteiligt.

## Konzept
X Factor ist ein Wettkampf zwischen Juroren, von denen jeder für eine Wettbewerbskategorie verantwortlich ist. Bis zur dritten Staffel gab es drei Kategorien, seit der vierten stieg die Anzahl hingegen auf vier:
- Altersgruppe 16–24 (Staffeln 1–3)
- Uomini (Männer) 16–24 (seit Staffel 4)
- Donne (Frauen) 16–24 (seit Staffel 4)
- Altersgruppe 25+
- Gruppi (Bands)

Die Show besteht aus vier Phasen:
1. Audizioni (Audition) vor den Juroren (Staffeln 1–4) bzw. vor Jury und Publikum (seit Staffel 5)
2. Bootcamp (Staffeln 1–7) bzw. Six Chair Challenge (seit Staffel 8)
3. Home Visit
4. Live Show

Um die Auswahlphase zu bestehen, braucht ein Kandidat die Zustimmung von mindestens zwei (Staffel 1–3) bzw. drei (seit Staffel 4) der Juroren. In der zweiten Phase wird er oder sie einer Kategorie und dem zugehörigen Juror zugeteilt. Beim Home Visit werden die Kandidaten definitiv ausgesucht, nachdem sie vor ihrem jeweiligen Juror an einem von diesem gewählten Ort singen. Während der abschließenden Liveshows gibt es immer zwei Durchläufe, in denen mittels Televoting je ein Kandidat ausscheidet; einer der beiden kann von den Juroren mit einfacher Mehrheit bzw. bei Juroren-Gleichstand durch ein nur 200 Sekunden dauerndes Televoting zurückgeholt werden.
Der Preis für den Sieg im Finale ist ein Plattenvertrag mit Sony Music. In der dritten Staffel war mit dem Sieg außerdem eine automatische Auswahl für die Hauptkategorie des Sanremo-Festivals 2010 verbunden.

## Staffelübersicht
| Staffel | Sender                        | Ausstrahlungszeitraum | Ausstrahlungszeitraum | Termine | Sieger(in)          | Zweitplatzierte(r)          | Drittplatzierte(r) | Sieger-Juror   |
| ------- | ----------------------------- | --------------------- | --------------------- | ------- | ------------------- | --------------------------- | ------------------ | -------------- |
| 1       | Rai 2; Rai 1 (19. April 2009) | 10. März 2008         | 27. Mai 2008          | 12      | Aram Quartet        | Giusy Ferreri               | Emanuele Dabbono   | Morgan         |
| 2       | Rai 2; Rai 1 (19. April 2009) | 12. Januar 2009       | 19. April 2009        | 14      | Matteo Becucci      | The Bastard Sons of Dioniso | Jury Magliolo      | Morgan         |
| 3       | Rai 2; Rai 1 (19. April 2009) | 10. September 2009    | 2. Dezember 2009      | 13      | Marco Mengoni       | Giuliano Rassu              | Yavanna            | Morgan         |
| 4       | Rai 2; Rai 1 (19. April 2009) | 7. September 2010     | 23. November 2010     | 13      | Nathalie            | Davide Mogavero             | Nevruz Joku        | Elio           |
| 5       | Sky Uno, Cielo                | 20. Oktober 2011      | 5. Januar 2012        | 12      | Francesca Michielin | I Moderni                   | Antonella Lo Coco  | Simona Ventura |
| 6       | Sky Uno, Cielo                | 20. September 2012    | 7. Dezember 2012      | 13      | Chiara              | Ics                         | Davide Merlini     | Morgan         |
| 7       | Sky Uno, Cielo                | 26. September 2013    | 12. Dezember 2013     | 12      | Michele Bravi       | Ape Escape                  | Violetta Zironi    | Morgan         |
| 8       | Sky Uno, Cielo                | 18. September 2014    | 11. Dezember 2014     | 13      | Lorenzo Fragola     | Madh                        | Ilaria Rastrelli   | Fedez          |
| 9       | Sky Uno, Cielo, TV8           | 10. September 2015    | 10. Dezember 2015     | 14      | Giò Sada            | Urban Strangers             | Davide Sciortino   | Elio           |
| 10      | Sky Uno, Cielo, TV8           | 15. September 2016    | 15. Dezember 2016     | 14      | Soul System         | Gaia Gozzi                  | Eva Pevarello      | Álvaro Soler   |
| 11      | Sky Uno, Cielo, TV8           | 14. September 2017    | 14. Dezember 2017     | 14      | Lorenzo Licitra     | Måneskin                    | Enrico Nigiotti    | Mara Maionchi  |
| 12      | Sky Uno, Cielo, TV8           | 6. September 2018     | 13. Dezember 2018     | 15      | Anastasio           | Naomi Rivieccio             | Luna Melis         | Mara Maionchi  |
| 13      | Sky Uno, TV8                  | 12. September 2019    | 12. Dezember 2019     | 14      | Sofia Tornambene    | Booda                       | Sierra             | Sfera Ebbasta  |
| 14      | Sky Uno, TV8                  | 17. September 2020    | 17. Dezember 2020     | 13      | Casadilego          | Little Pieces of Marmelade  | Blind              | Hell Raton     |
| 15      | Sky Uno, TV8                  | 16. September 2021    | 9. Dezember 2021      | 13      | Baltimora           | Gianmaria                   | Bengala Fire       | Hell Raton     |
| 16      | Sky Uno, TV8                  | 15. September 2022    | 8. Dezember 2022      | 13      | Santi Francesi      | Beatrice Quinta             | Linda              | Rkomi          |
| 17      | Sky Uno, TV8                  | 14. September 2023    | 7. Dezember 2023      | 13      | Sarafine            | Stunt Pilots                | Il Solito Dandy    | Fedez          |
| 18      | Sky Uno, TV8                  | 12. September 2024    | 5. Dezember 2024      | 13      | Mimì Caruso         | Les Votives                 | I Patagarri        | Manuel Agnelli |

## Juroren
In den ersten beiden Staffeln fungierten der Musiker Morgan, die Musikproduzentin Mara Maionchi und die Fernsehmoderatorin Simona Ventura als Juroren. Ventura wurde in der dritten Staffel durch die Sängerin Claudia Mori ersetzt. Ab der vierten Staffel gab es vier Juroren: neben Mara Maionchi waren dies die Musiker Enrico Ruggeri, Anna Tatangelo und Elio (Frontman der Band Elio e le Storie Tese). In der fünften Staffel, nun auf Sky, übernahmen neben Elio wieder Morgan und Simona Ventura sowie neu die Sängerin Arisa die Rollen als Juroren. In der siebten Staffel trat der Musiker Mika an Arisas Stelle. Morgan und Mika verblieben auch in der achten Staffel in der Jury, neu hinzu kamen der Rapper Fedez und die Fernsehmoderatorin Victoria Cabello.
In der neunten Staffel waren Mika, Fedez, Elio und die britische Sängerin Skin in der Jury vertreten. Davon verblieb nur Fedez auch in der nächsten Staffel als Juror, während Manuel Agnelli, Frontman der Rockband Afterhours, und der deutsch-spanische Popsänger Álvaro Soler neu dazustießen und Arisa nach drei Ausgaben Pause zurückkehrte. In Staffel elf kehrte Mara Maionchi zurück, neu als Jurorin trat die Sängerin Levante in Erscheinung, während Fedez und Agnelli in der Jury verblieben. Für die zwölfte Staffel wurde Levante durch die Schauspielerin Asia Argento ersetzt, die jedoch ihrerseits nach den Vorwürfen sexueller Belästigung gegen sie noch vor Beginn der Livesendungen durch Lodo Guenzi, Frontman der Band Lo Stato Sociale, ersetzt wurde.
| Juror(in)                  | Staffel | Staffel | Staffel | Staffel      | Staffel      | Staffel      | Staffel      | Staffel      | Staffel      | Staffel      | Staffel      | Staffel      | Staffel      | Staffel      | Staffel | Staffel | Staffel | Staffel | Insgesamt |
| Juror(in)                  | 1       | 2       | 3       | 4            | 5            | 6            | 7            | 8            | 9            | 10           | 11           | 12           | 13           | 14           | 15      | 16      | 17      | 18      | Insgesamt |
| -------------------------- | ------- | ------- | ------- | ------------ | ------------ | ------------ | ------------ | ------------ | ------------ | ------------ | ------------ | ------------ | ------------ | ------------ | ------- | ------- | ------- | ------- | --------- |
| Morgan                     | Gruppi  | 25+     | 16–24   | –            | 16–24 Uomini | 25+          | 16–24 Uomini | Gruppi       | –            | –            | –            | –            | –            | –            | –       | –       | ja      | –       | 8         |
| Fedez                      | –       | –       | –       | –            | –            | –            | –            | 16–24 Uomini | Gruppi       | 16–24 Donne  | 16–24 Uomini | 25+          | –            | –            | –       | ja      | ja      | –       | 7         |
| Mara Maionchi              | 16–24   | Gruppi  | Gruppi  | 16–24 Uomini | –            | –            | –            | –            | –            | –            | 25+          | 16–24 Uomini | 25+          | –            | –       | –       | –       | –       | 6         |
| Manuel Agnelli             | –       | –       | –       | –            | –            | –            | –            | –            | –            | 25+          | Gruppi       | 16–24 Donne  | –            | Gruppi       | ja      | –       | –       | ja      | 6         |
| Simona Ventura             | 25+     | 16–24   | –       | –            | 16–24 Donne  | 16–24 Uomini | Gruppi       | –            | –            | –            | –            | –            | –            | –            | –       | –       | –       | –       | 5         |
| Elio                       | –       | –       | –       | 25+          | Gruppi       | 16–24 Donne  | 25+          | –            | 25+          | –            | –            | –            | –            | –            | –       | –       | –       | –       | 5         |
| Mika                       | –       | –       | –       | –            | –            | –            | 16–24 Donne  | 25+          | 16–24 Uomini | –            | –            | –            | –            | 25+          | ja      | –       | –       | –       | 5         |
| Arisa                      | –       | –       | –       | –            | 25+          | Gruppi       | –            | –            | –            | 16–24 Uomini | –            | –            | –            | –            | –       | –       | –       | –       | 3         |
| Hell Raton                 | –       | –       | –       | –            | –            | –            | –            | –            | –            | –            | –            | –            | –            | 16–24 Donne  | ja      | –       | –       | –       | 2         |
| Emma Marrone               | –       | –       | –       | –            | –            | –            | –            | –            | –            | –            | –            | –            | –            | 16–24 Uomini | ja      | –       | –       | –       | 2         |
| Dargen D’Amico             | –       | –       | –       | –            | –            | –            | –            | –            | –            | –            | –            | –            | –            | –            | –       | ja      | ja      | –       | 2         |
| Ambra Angiolini            | –       | –       | –       | –            | –            | –            | –            | –            | –            | –            | –            | –            | –            | –            | –       | ja      | ja      | –       | 2         |
| Claudia Mori               | –       | –       | 25+     | –            | –            | –            | –            | –            | –            | –            | –            | –            | –            | –            | –       | –       | –       | –       | 1         |
| Enrico Ruggeri             | –       | –       | –       | Gruppi       | –            | –            | –            | –            | –            | –            | –            | –            | –            | –            | –       | –       | –       | –       | 1         |
| Anna Tatangelo             | –       | –       | –       | 16–24 Donne  | –            | –            | –            | –            | –            | –            | –            | –            | –            | –            | –       | –       | –       | –       | 1         |
| Victoria Cabello           | –       | –       | –       | –            | –            | –            | –            | 16–24 Donne  | –            | –            | –            | –            | –            | –            | –       | –       | –       | –       | 1         |
| Skin                       | –       | –       | –       | –            | –            | –            | –            | –            | 16–24 Donne  | –            | –            | –            | –            | –            | –       | –       | –       | –       | 1         |
| Álvaro Soler               | –       | –       | –       | –            | –            | –            | –            | –            | –            | Gruppi       | –            | –            | –            | –            | –       | –       | –       | –       | 1         |
| Levante                    | –       | –       | –       | –            | –            | –            | –            | –            | –            | –            | 16–24 Donne  | –            | –            | –            | –       | –       | –       | –       | 1         |
| Asia Argento / Lodo Guenzi | –       | –       | –       | –            | –            | –            | –            | –            | –            | –            | –            | Gruppi       | –            | –            | –       | –       | –       | –       | 1         |
| Malika Ayane               | –       | –       | –       | –            | –            | –            | –            | –            | –            | –            | –            | –            | 16–24 Uomini | –            | –       | –       | –       | –       | 1         |
| Sfera Ebbasta              | –       | –       | –       | –            | –            | –            | –            | –            | –            | –            | –            | –            | 16–24 Donne  | –            | –       | –       | –       | –       | 1         |
| Samuel                     | –       | –       | –       | –            | –            | –            | –            | –            | –            | –            | –            | –            | Gruppi       | –            | –       | –       | –       | –       | 1         |
| Rkomi                      | –       | –       | –       | –            | –            | –            | –            | –            | –            | –            | –            | –            | –            | –            | –       | ja      | –       | –       | 1         |
| Achille Lauro              | –       | –       | –       | –            | –            | –            | –            | –            | –            | –            | –            | –            | –            | –            | –       | –       | –       |         | 1         |
| Jake La Furia              | –       | –       | –       | –            | –            | –            | –            | –            | –            | –            | –            | –            | –            | –            | –       | –       | –       | ja      | 1         |
| Paola Iezzi                | –       | –       | –       | –            | –            | –            | –            | –            | –            | –            | –            | –            | –            | –            | –       | –       | –       | ja      | 1         |

## Produktionsstudios
Die Liveshows wurden und werden in folgenden Studios in Mailand produziert:
- Staffel 1: Studio M3, Centro di Produzione Rai
- Staffel 2–4: Studio Mecenate 2000[14]
- Staffel 5–6: Teatro della Luna (Assago)[15]
- seit Staffel 7: X Factor Arena (Deruta 20)[16]

## Auszeichnungen
- 2009: Premio Regia Televisiva (Top Ten)
- 2013: Premio Regia Televisiva (Top Ten)